# Ronde van Spanje 1964
De 19e editie van de Ronde van Spanje ging op 30 april 1964 van start in Benidorm, in het oosten van Spanje. Na 2921 kilometer en 17 etappes werd op 16 mei in Madrid gefinisht. De ronde werd gewonnen door de Fransman Raymond Poulidor. 

## Eindklassement
Raymond Poulidor werd winnaar van het eindklassement van de Ronde van Spanje van 1964 met een voorsprong van 33 seconden op Luis Otaño. In de top tien eindigden negen Spanjaarden. 
| rang | renner              | land      | ploeg      | tijd       |
| ---- | ------------------- | --------- | ---------- | ---------- |
| 1    | Raymond Poulidor    | Frankrijk | Mercier-BP | 78u 23'35" |
| 2    | Luis Otaño          | Spanje    | Ferrys     | + 0'33"    |
| 3    | José Pérez Francés  | Spanje    | Ferrys     | + 1'26"    |
| 4    | Eusebio Vélez       | Spanje    | Kas        | + 2'04"    |
| 5    | Julio Jiménez       | Spanje    | Kas        | + 3'16"    |
| 6    | Fernando Manzaneque | Spanje    | Ferrys     | + 4'19"    |
| 7    | Valentin Uriona     | Spanje    | Kas        | + 6'06"    |
| 8    | José Antonio Momeñe | Spanje    | Kas        | + 9'31"    |
| 9    | Francisco Gabica    | Spanje    | Kas        | + 9'32"    |
| 10   | Antonio Bertrán     | Spanje    | Ferrys     | + 11'14"   |

## Etappe-overzicht
| Etappe | Van - naar               | Km       | Etappewinnaar      | Klassementsleider  |
| ------ | ------------------------ | -------- | ------------------ | ------------------ |
| 1a     | Benidorm - Benidorm      | 42       | Edward Sels        | Edward Sels        |
| 1b     | Benidorm - Benidorm      | 11 (ITT) | Eusebio Vélez      | Eusebio Vélez      |
| 2      | Benidorm - Nules         | 199      | Rik Van Looy       | Rik Van Looy       |
| 3      | Nules - Salou            | 212      | Frans Melckenbeeck | Rik Van Looy       |
| 4a     | Salou - Barcelona        | 115      | Armand Desmet      | Rik Van Looy       |
| 4b     | Barcelona - Barcelona    | 49       | Antonio Barrutia   | Rik Van Looy       |
| 5      | Barcelona - Puigcerdà    | 174      | Julio Jiménez      | Rik Van Looy       |
| 6      | Puigcerdà - Lérida       | 187      | Frans Melckenbeeck | José Pérez Francés |
| 7      | Lérida - Jaca            | 201      | Julio Sanz         | José Pérez Francés |
| 8      | Jaca - Pamplona          | 205      | Michel Stolker     | José Pérez Francés |
| 9      | Pamplona - San Sebastián | 205      | Luis Otaño         | Luis Otaño         |
| 10     | San Sebastián - Bilbao   | 197      | Henri De Wolf      | Luis Otaño         |
| 11     | Bilbao - Vitoria         | 107      | Victor Van Schil   | Luis Otaño         |
| 12     | Vitoria - Santander      | 211      | Barry Hoban        | Luis Otaño         |
| 13     | Santander - Avilés       | 230      | Barry Hoban        | Luis Otaño         |
| 14     | Avilés - León            | 163      | Julio Jiménez      | Julio Jiménez      |
| 15     | Becilla - Valladolid     | 65 (ITT) | Raymond Poulidor   | Raymond Poulidor   |
| 16     | Valladolid - Madrid      | 209      | Antonio Barrutia   | Raymond Poulidor   |
| 17     | Madrid - Madrid          | 87       | Frans Melckenbeeck | Raymond Poulidor   |